# Caffrolix speroensis
Caffrolix speroensis är en insektsart som beskrevs av Davies 1988. Caffrolix speroensis ingår i släktet Caffrolix och familjen dvärgstritar. Inga underarter finns listade i Catalogue of Life.